# 千早口站
千早口站（日语：／ Chihayaguchi eki */?）是位於大阪府河内長野市的南海電氣鐵道高野線之車站。

## 車站構造
對向式月台2面2線的地面車站。月台有效長度為8節。站舍位於往難波方向月台近高野山一側，與往高野山方向月台以地下道連絡。月台欄杆均塗上藍色。

### 月台配置
| 月台 | 路線   | 方向 | 目的地     |
| ---- | ------ | ---- | ---------- |
| 1    | 高野線 | 下行 | 高野山方向 |
| 2    | 高野線 | 上行 | 難波方向   |

## 使用情況
2017年（平成29年）度1日平均上下車人次為256人。
各年度的1日平均上下車人次數如下表。
| 年度               | 1日平均 上下車人次 | 順位 | 來源   |
| ------------------ | ------------------ | ---- | ------ |
| 2000年（平成12年） | 524                | -    | [ 1 ]  |
| 2001年（平成13年） | 515                | -    | [ 2 ]  |
| 2002年（平成14年） | 498                | -    | [ 3 ]  |
| 2003年（平成15年） | 486                | -    | [ 4 ]  |
| 2004年（平成16年） | 449                | -    | [ 5 ]  |
| 2005年（平成17年） | 418                | 88位 | [ 6 ]  |
| 2006年（平成18年） | 413                | -    | [ 7 ]  |
| 2007年（平成19年） | 382                | -    | [ 8 ]  |
| 2008年（平成20年） | 386                | -    | [ 9 ]  |
| 2009年（平成21年） | 362                | -    | [ 10 ] |
| 2010年（平成22年） | 353                | -    | [ 11 ] |
| 2011年（平成23年） | 335                | 88位 | [ 12 ] |
| 2012年（平成24年） | 326                | 89位 | [ 13 ] |
| 2013年（平成25年） | 320                | 89位 | [ 14 ] |
| 2014年（平成26年） | 305                | 89位 | [ 15 ] |
| 2015年（平成27年） | 286                | 89位 | [ 16 ] |
| 2016年（平成28年） | 260                | 90位 | [ 17 ] |
| 2017年（平成29年） | 256                | 89位 | [ 18 ] |

## 相鄰車站
南海電氣鐵道
高野線
■快速急行
通過
■急行、■區間急行、■各站停車
美加之台（NK71）－千早口（NK72）－天見（NK73）

## 外部連結
- 千早口 - 南海電氣鐵道